# Roland Wesner
Roland Wesner (* 11. März 1940 in Stuttgart; † 25. Mai 1987 in Ludwigsburg) war ein deutscher Maler.

## Leben und Werk
Roland Wesner wurde am 11. März 1940 in Stuttgart-West geboren. Von 1954 bis 1957 absolvierte er eine Werkzeugmacherlehre bei der Firma Dürr. 1957 bis 1961 war er bei der Robert Bosch GmbH tätig. Im Jahr 1961 heiratete Roland Wesner.
Im gleichen Jahr wurde er an der Staatlichen Akademie der Bildenden Künste Stuttgart aufgenommen und begann sein Studium in der Fachklasse für Malerei bei Manfred Henninger. Wesentliche Impulse bezog er von Albrecht Appelhans, bei dem er 1963 Meisterschüler wurde. Daneben besuchte er das Studium generale an den Universitäten Stuttgart und Tübingen, das ihm die Grundlagen von Anatomie, Psychologie und Philosophie vermittelte. Gegen Ende seines Studiums 1964 nahm er bei Rudolf Yelin teil an Projekten der Glaskunst, Wandmalerei und Kunst am Bau.
Sein Engagement für die Kunstszene in seiner Umgebung machte ihn 1973 zum Initiator und Gründungsmitglied des Kunstvereins Ludwigsburg. Die Ludwigsburger Freilichtgalerie mit Skulpturen im öffentlichen Raum geht auf seine Initiative zurück. 1972 übernahm er als freier Künstler einen Lehrauftrag am Friedrich-List-Gymnasium Asperg. 1975/76 überstand er eine lebensbedrohliche Erkrankung und fand neue Bildformen in zunehmend kleineren Bildformaten. Während seiner gesamten „Schulzeit“ blieb er stets produktiv und schuf eine Vielzahl poetischer Bilder. 1986 erhielt er den Auftrag für eine Folge von Farbfenstern für die Aussegnungshalle in Ingersheim (Neckar), Landkreis Ludwigsburg, die erst nach seinem Tod in den Jahren 1988/89 realisiert werden konnte.
Roland Wesner starb am 25. Mai 1987 in Ludwigsburg.
Roland Wesners Œuvre umfasst malerische und grafische Arbeiten, darunter 25 Serigrafien.

## Werke im öffentlichen Besitz
- Landkreis Ludwigsburg – Kunstsammlung, Berufsschulzentrum
- Stadt Ludwigsburg – Städtisches Museum, Hirschbergschule
- Stadtwerke Ludwigsburg – Kunstsammlung
- Stadt Tuttlingen – Kunstsammlung

## Leihgabe im öffentlichen Raum
- Stadt Ludwigsburg – Kulturzentrum, Stadtbibliothek

## Ausstellungen
- 1966	Baden-Baden, Staatliche Kunsthalle, Deutscher Kunstpreis der Jugend
- 1972	Ludwigsburg, Kulturzentrum
- 1973	Baden-Baden, Parker Pen
- 1973	Stuttgart, Württembergischer Kunstverein e.V.
- 1973	Ulm, Museumsgesellschaft, Künstlergilde e.V.
- 1974	Stuttgart, Galerie Schaller
- 1977	Ludwigsburg, Kunstverein Ludwigsburg e.V.
- 1978	Kirchheim/Teck, Galerie Kröger
- 1982	Tuttlingen, Kunstkreis Tuttlingen e.V.
- 1983	Marbach a.N., Galerie in der Wendelinskapelle
- 1986 	Ludwigsburg, Kreishaus
- 1987	Heidelberg, Galerie am Rohrbach
- 1990	Tuttlingen, Städtische Galerie
- 2020 Bietigheim-Bissingen, Städtische Galerie
- 2020–2021 Kornwestheim, Museum im Kleihuesbau